# シル川 (スペイン)
シル川（シルがわ、Sil）は、スペイン北西部を流れる河川。カンタブリア山脈のビジャブリーノに端を発し、カスティーリャ・イ・レオン州レオン県とガリシア州オウレンセ県を流れてから、本流のミーニョ川に合流する。全長225km。流域最大の町はポンフェラーダである。

## 流路

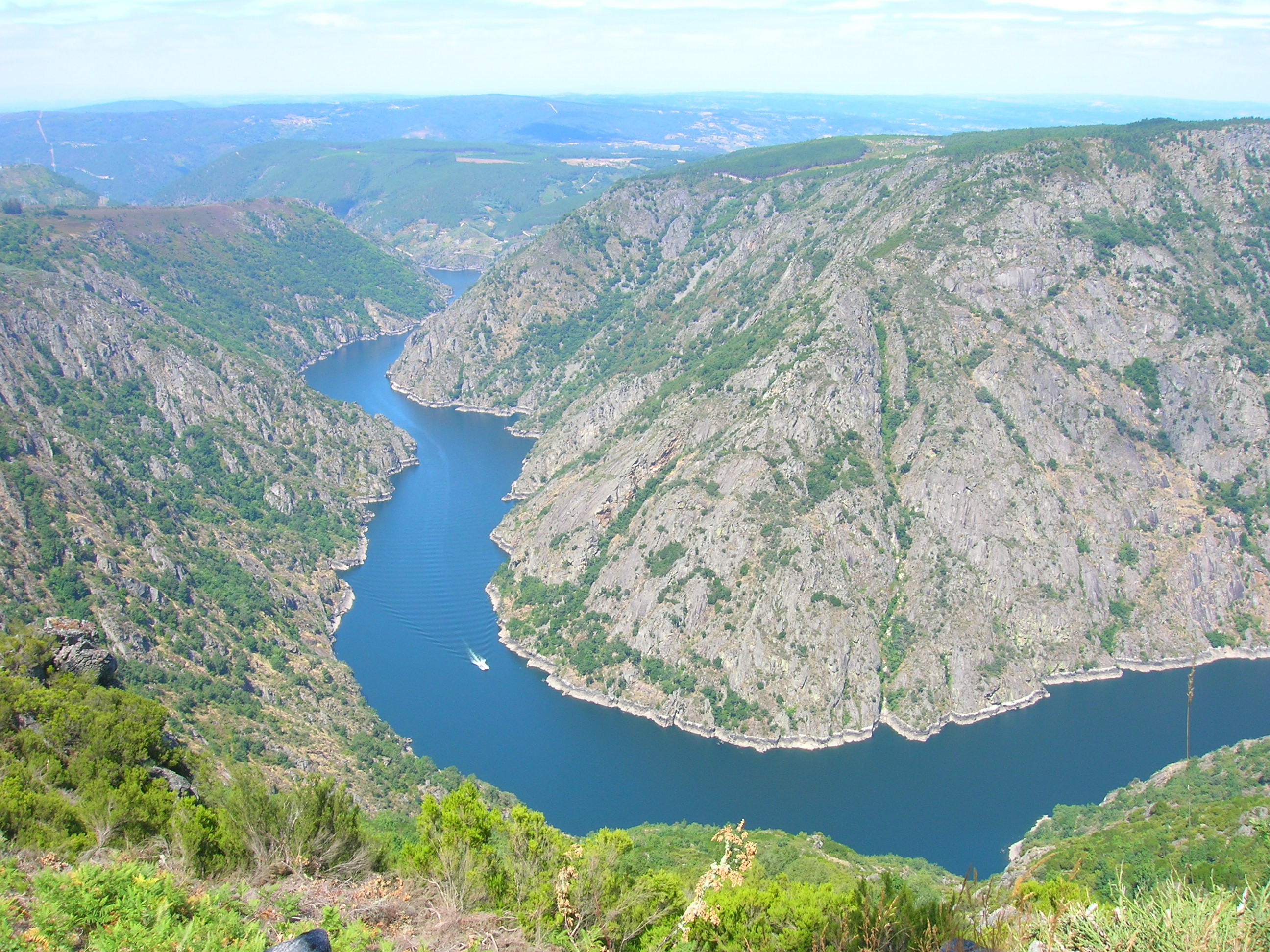
リベイラ・サクラを流れるシル川の峡谷

カスティーリャ・イ・レオン州レオン県のバビア、ラシアーナ、エル・ビエルソ、ラ・カブレーラの各地域、ガリシア州オウレンセ県のコマルカ・デ・バルデオーラスを通る。町としてはレオン県のビジャブリーノ、ポンフェラーダ、オ・バルコ・デ・バルデオーラス、ア・ルーア、キローガ、リバス・デ・シルを通る。
リベイラ・サクラなどでシル川が形成する峡谷はこの地域のアイデンティティを形成し、流域には中世からの歴史を持つ、主にロマネスク様式で建築された数十の修道院がある。ミーニョ川との合流前にはオウレンセ県とルーゴ県の自然的境界を形成している。
ミーニョ川水系の本流であるミーニョ川にはオウレンセ県のオス・ペアーレスで合流する。一般的に河川の本流と支流のヒエラルキーは流量や全長で決まるが、ドゥエロ川水系におけるエルサ川やピスエルガ川のように、シル川は本流であるはずのミーニョ川を水量で上回っている上に、全長でも約20km上回っている。「ミーニョ川は名声を持つ。一方でシル川は水量を与える」(El Miño lleva la fama y el Sil le da el agua)という格言がある。

### 支流
- 左岸 : バルセコ川、ボエサ川、オサ川、カブレーラ川、ビベイ川、ナベア川、マオ川
- 右岸 : カボアージェス川、バルデプラード川、バレードス川、クア川、ブルビア川、セルモ川、ソルドン川、ロル川、カベ川

## 産業

原産地呼称のリベイラ・サクラ (DO)

### ワイン
リベイラ・サクラはブドウ栽培とワイン生産が盛んであり、リベイラ・サクラ (DO)というデノミナシオン・デ・オリヘン（DO、原産地呼称）認定ワインが生産される。

### 鉱業
シル川の河床は砂金が豊富なことで知られている。紀元前25年にローマのアウグストゥスがスペイン北西部を征服した後、この金鉱床が大規模に開発された。上流部に大きな砂金鉱採掘場が設置され、ラス・メドゥラス周辺地域で大量の金が得られた。沖積地層を洗浄して砂金を露出させるために多数の水路が建設され、油圧採掘設備を使用して金が抽出された。